# لبخند (ترانه جوس ورلد و د ویکند)
لبخند (انگلیسی: Smile) ترانه‌ای از رپ‌خوان آمریکایی جوس ورلد و خواننده کانادایی د ویکند است. این ترانه در ۷ اوت ۲۰۲۰ به‌عنوان ششمین تک‌آهنگ از آلبوم Legends Never Die منتشر شده پس از مرگ جوس ورلد منتشر شد. در روز انتشار تک‌آهنگ، نسخه به روز شده آلبوم شامل این ترانه منتشر شد.

## تاریخچه انتشار
| منطقه | زمان       | فرمت                     | ناشر                     | منا.  |
| ----- | ---------- | ------------------------ | ------------------------ | ----- |
| جهانی | ۷ اوت ۲۰۲۰ | دانلود دیجیتال استریمینگ | گرید ای اینترسکوپ رکوردز | [ ۴ ] |